# Гобель, Жан-Поль-Эме
Жан-Поль-Эме Гобель (фр. Jean-Paul Aimé Gobel; род. 9 февраля 1943, Тонон-ле-Бен, Франция) — французский прелат и ватиканский дипломат. Титулярный архиепископ Калатии с 7 декабря 1993. Апостольский нунций в Армении и Грузии с 7 декабря 1993 по 6 декабря 1997. Апостольский администратор Кавказа с 30 декабря 1993 по 29 ноября 1996. Апостольский нунций в Азербайджане с 6 января 1994 по 6 декабря 1997. Апостольский нунций в Сенегале, Гвинее-Бисау, Кабо-Верде и Мали с 6 декабря 1997 по 31 октября 2001. Апостольский нунций в Никарагуа с 31 октября 2001 по 10 октября 2007. Апостольский нунций в Иране с 10 октября 2007 по 5 января 2013. Апостольский нунций в Египте с 5 января 2013 по 3 января 2015.